# Таниэль, Март
Март Таниэль (эст. Mart Taniel, род. 11 августа 1976) — эстонский кинооператор.

## Биография
Родился 11 августа 1976 года.
Окончил среднюю школу в Кадриорге. Изучал экономику в Таллинском техническом университете в 1995—1997 годах, режиссуру в Таллинском педагогическом институте (эст.) в 1998—1999 годах и кинематографию в Таллиннском университете в 2000—2005 годах. В 2003—2004 годах прошёл обучение на оператора в киношколе FAMU в Праге. Совершенствовался на нескольких международных тренингах и мастер-классах.
С 2004 года работал оператором в продюсерских компаниях в Эстонии, Финляндии, Австрии, России и других странах.
Неоднократно награждался как в Эстонии, так и за рубежом. За фильм «Ноябрь» получил награду на кинофестивале «Трайбека» в 2017 году за «особенно смелую операторскую работу и беспрецедентное мастерство визуального языка».
Спродюсированная им картина «Свободный выгул — баллада о принятии мира» (режиссёр Вейко Ыунпуу, 2013 г.), впервые показанная в программе Берлинского форума, получила ежегодную награду Эстонского фонда культуры как «самый красивый фильм».
За фильм «Идиот» (эст.) получил премию PÖFF и ежегодную премию Эстонского культурного фонда за лучшую операторскую работу. Картина «Издевательство над Святым Тыну» получила премию 2morrow IFF/Zavtra Glass Eye Award за операторскую работу на фестивале в Москве. Также получил награду за лучшую операторскую работу за «Осенний бал» на Трансильванском кинофестивале в категории программ международного конкурса.

## Фильмография
- 2004 — «Teispool vihma»
- 2004 — «Славек — дерьмо» / Slávek the Shit
- 2006 — «Пустынный берег» / Tühirand
- 2006 — «Искусство продажи»
- 2007 — «Ян Ууспыльд едет в Тарту» / Jan Uuspõld läheb Tartusse
- 2007 — «Нож» / Nuga
- 2007 — «Осенний бал» / Sügisball
- 2008 — «Amatöörid» / Amatöörid
- 2009 — «Искушение святого Тыну» / Püha Tõnu kiusamine
- 2010 — «Vahetus» / Vahetus
- 2011 — «Идиот» / Idioot
- 2013 — «Интимные места»[3][4]
- 2013 — Free Range/Ballaad maailma heakskiitmisest
- 2017 — «Ноябрь» / November
- 2018 — «Человек, который удивил всех»
- 2021 — «Капитан Волконогов бежал»
- 2024 — «Тихое место: Азраэль»